# 살쾡이자리-큰곰자리 초은하단
살쾡이자리-큰곰자리 초은하단(Lynx–Ursa Major Supercluster)는 살쾡이자리-큰곰자리 영역에 있는 초은하단이다. 1982년 Giovanelli와 Haynes에 의해 발견되었다. 살쾡이자리-큰곰자리 필라멘트와 연결되어 있으나 서로 구별된다.